# Bahía Baja
La bahía Baja (52°05′S 58°48′O / -52.083, -58.800) (en inglés: Low Bay) es una entrada de mar ubicada en la costa oriental de la isla Soledad,en el archipiélago de las Malvinas, que según la Organización de las Naciones Unidas (ONU), está en litigio de soberanía entre el Reino Unido, quien la administra como parte del territorio británico de ultramar de las Malvinas, y la Argentina, quien reclama su devolución, y la integra en el departamento Islas del Atlántico Sur dela provincia de Tierra del Fuego, Antártida e Islas del Atlántico Sur.
Esta bahía es amplia y se encuentra en la zona de la isla que está al sur del seno Choiseul y al oeste del rincón Caleta Foca. En su costa oriental se destacan la punta Negra y la punta Triste.
Además se ubica al norte de la isla María, y al este de la bahía del Laberinto.